# Femmes au bain
Femmes au bain est un tableau réalisé en 1898 par le peintre français Jean-Léon Gérôme. Cette huile sur toile représente des femmes nues autour de la piscine d'un hammam où la lumière du jour pénètre par rayons, éclairant le dos de celle qui, au premier plan, se retourne pour regarder le spectateur. Exposée au Salon des artistes français l'année de sa création, l'œuvre fait aujourd'hui partie de la collection du musée Jean-Léon Gérôme de Vesoul (France).